# منقارية مقنزعة
منقارية مقنزعة أو شعيرة  (الاسم العلمي: Rostraria cristata) هي نوع من النباتات يتبع جنس المنقارية من الفصيلة النجيلية.